# Charles-Louis Huguet de Sémonville
Vous lisez un « bon article » labellisé en 2011.
Pour les articles homonymes, voir Huguet.
Charles-Louis Huguet de Montaran, comte puis marquis de Sémonville, né à Paris le 9 mars 1759 et mort dans cette même ville le 11 avril 1839, est un homme politique et diplomate français.
Conseiller au Parlement de Paris très jeune, Sémonville fait partie des gentilshommes éclairés favorables aux idées portées par les Lumières, comme le marquis de La Fayette, le comte de Mirabeau ou l'évêque d'Autun Charles-Maurice de Talleyrand-Périgord, avec lesquels il se lie.
Sous la Révolution, il obtient plusieurs postes diplomatiques. Arrêté en Suisse alors qu'il se rend à Constantinople, il passe deux années et demie dans les geôles autrichiennes. Grâce à l'appui de Talleyrand, Sémonville est nommé en 1799 ambassadeur de la République française à La Haye, puis sénateur de l'Empire en 1805. Il devient grand référendaire de la Chambre des Pairs sous la Restauration et conserve cette fonction jusqu'en 1834, date à laquelle Sémonville se retire de la vie politique.
Réputé pour son intelligence et son goût pour l'intrigue, il a servi tous les régimes qu'a connus la France durant cette période, sachant entretenir des liens étroits avec les puissants de son époque.

## Jeune révolutionnaire
Né Charles-Louis Huguet de Montaran, il est issu d'une petite famille noble originaire de l'Orléanais et installée au château de Frémigny, à Bouray-sur-Juine. Son père, Charles Huguet de Montaran, est conseiller du roi Louis XV, secrétaire du Conseil royal des Finances. En 1777, Charles-Louis Huguet de Montaran prend le nom de Sémonville, qu'il hérite d'une tante, proche de la marquise de Pompadour. À la fin de l'année, Louis XVI lui octroie l'office de conseiller au Parlement de Paris, lui accordant une dispense d'âge,.
Il se distingue en s'opposant énergiquement aux réformes de Loménie de Brienne en juillet 1787 et est l'un des parlementaires à réclamer la réunion des États généraux. Après le lit de justice d'août 1787, le Parlement est déplacé à Troyes pendant un mois.
Durant les mois qui précèdent la Révolution française, Sémonville fréquente plusieurs sociétés politiques, comme la société des Trente fondée par son collègue Adrien Duport ou le club de 1789. Député suppléant de Paris aux États généraux de 1789 et membre de la Commune de Paris, Charles-Louis de Sémonville se lie à La Fayette et à Mirabeau, dont il est le principal agent, avec Antoine Omer Talon. Il fréquente activement les milieux nobles favorables aux idées révolutionnaires, comme l'évêque Charles-Maurice de Talleyrand-Périgord, mais également le comte de Provence, futur Louis XVIII. En décembre 1789, le comte de Provence est compromis dans l'affaire Favras. Il fait appel à Sémonville pour le conseiller et rédiger sa défense qu'il prononce devant les représentants de la Commune de Paris, qui le disculpent.
Le 28 mai 1790, il épouse Angélique Aimée de Rostaing, veuve de Mathieu de Montholon, grand veneur du comte de Provence. Sémonville adopte les quatre enfants de son épouse, dont le jeune Charles-Tristan de Montholon, alors âgé de 6 ans.

## Diplomate

### Premières missions
À l'instigation de Montmorin, ministre des Affaires étrangères, et de La Fayette, il est chargé de remplir une mission secrète en Belgique, qui s'est insurgée contre l'empereur Joseph II en janvier et février 1790.
Ses nombreuses relations lui permettent de décrocher le poste de ministre plénipotentiaire près de la république de Gênes le 20 novembre 1790. Il ne s'y rend qu'en juillet 1791. Le faste duquel Sémonville s'entoure, sa qualité d'homme neuf et surtout sa réputation de jacobin zélé lui valent de nombreuses difficultés. Le reste du corps diplomatique se méfie de lui, montrant parfois une certaine hostilité. À Gênes, il fréquente les jacobins italiens et informe son gouvernement des préparatifs militaires dans la région. En avril 1792, la représentation française à Gênes est réunie avec celle de Turin mais le roi Victor-Amédée III lui interdit le territoire sarde. Sémonville est retenu quelques jours à Alexandrie, puis rentre à Gênes.

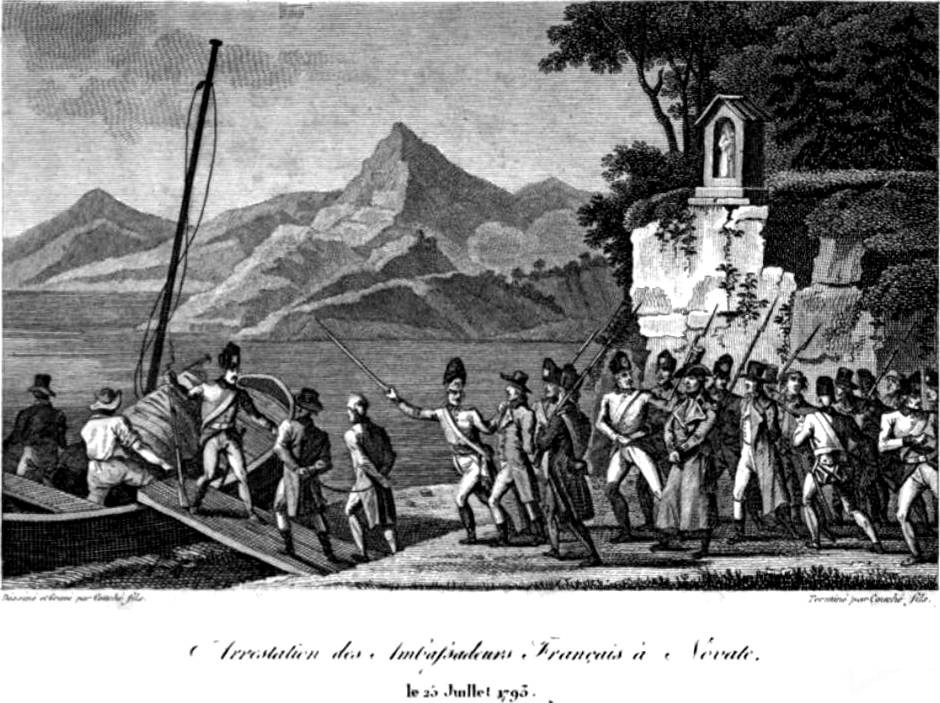
Arrestation des ambassadeurs Sémonville et Maret, le 25 juillet 1793 à Novate Mezzola.

Entretemps, il avait acheté au marquis d'Ecquevilly et à son épouse, la comtesse de Grandpré, leurs terres de Grandpré, en Ardennes, par contrat du 5 septembre 1791. Ces terres comprenaient le château de Grandpré, ses dépendances et de nombreuses fermes et anciennes propriétés des comtes de Grandpré.
En juin 1792, lorsque Dumouriez démissionne du ministère des Affaires étrangères, le nom de Sémonville est évoqué pour lui succéder mais celui-ci est finalement nommé ambassadeur de France à Constantinople. Cependant, son agrément est refusé par le sultan ottoman Sélim III. Résidant toujours à Gênes, Sémonville est envoyé en novembre 1792 en Corse où il rencontre Volney et se lie avec la famille Bonaparte, notamment avec Lucien,.
Le 2 février 1793, Sémonville est suspendu de sa fonction d'ambassadeur. Son nom a été cité plusieurs fois dans des documents saisis dans l'armoire de fer de Louis XVI, révélant son rôle dans les activités secrètes de Mirabeau. Il rentre à Paris pour se justifier, accompagné par Lucien Bonaparte. Le comité de salut public lève sa suspension le 11 mai et Sémonville n'est plus inquiété.

### Arrestation par les Autrichiens

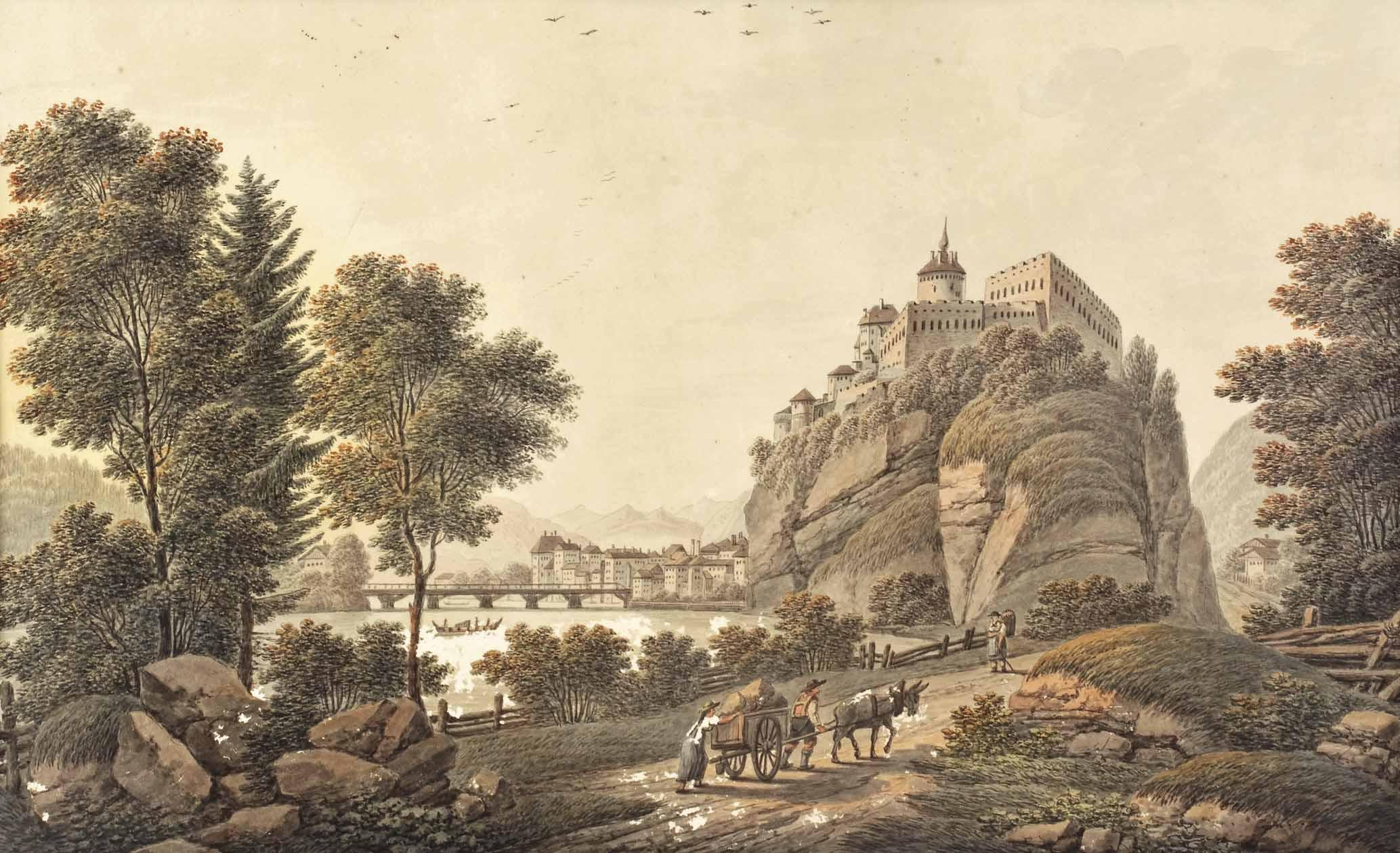
Vue de la forteresse de Kufstein, dans le Tyrol autrichien. Sémonville et Maret étaient emprisonnés dans la tour cylindrique au sommet de la forteresse.

Réhabilité, il est à nouveau envoyé par la Convention nationale à Constantinople. L'objet réel de sa mission était de négocier avec la Toscane la liberté de Marie-Antoinette contre la paix ; Hugues-Bernard Maret, chargé de la même mission à Naples, l'accompagne. Sur le trajet, les deux diplomates français sont faits prisonniers par les Autrichiens le 25 juillet 1793 à Novate Mezzola, dans le territoire neutre des Grisons en Suisse. Contraire au droit des gens, cette arrestation suscite la colère de la Convention mais elle est justifiée par Vienne, pour qui tout agent du gouvernement français est un criminel, depuis la mort de Louis XVI. Sémonville était au courant des risques encourus, ce qui fait penser à certains historiens comme Alfred-Auguste Ernouf que, privés du soutien de Mirabeau, La Fayette ou Dumouriez et se sentant menacés en France, les deux ambassadeurs aient pu organiser ou provoquer eux-mêmes leur enlèvement. Ils sont emprisonnés à Mantoue, puis dans la forteresse de Kufstein, en Autriche.
Maret et Sémonville tissent à cette occasion de profonds liens d'amitié. Ils sont échangés contre Madame Royale, fille de Louis XVI le 16 décembre 1795, après vingt-neuf mois d'une captivité éprouvante et sont accueillis triomphalement au Conseil des Cinq-Cents. En août 1796, Sémonville quitte Paris et se retire dans son château de Grandpré, dont il entreprend la restauration après les pillages des armées prussiennes et émigrées en 1792. De retour à Paris, il essaie de toucher les indemnités auxquelles il prétend avoir droit du fait de sa longue détention en Autriche. Dans cette tâche, il bénéficie notamment de l'appui de Talleyrand qui intercède auprès de Napoléon Bonaparte. Sémonville part en Italie en janvier 1798 pour faire valoir ses droits et y reste jusqu'au mois de septembre. Maret et Sémonville se voient finalement accorder une somme de 300 000 livres chacun par la République cisalpine en avril 1798.

### Brumaire et ambassade à La Haye
Après le coup d'État du 30 prairial, Sieyès et Barras cherchent à renverser le régime du Directoire et préparent un nouveau coup d'État. Selon l'agent royaliste Hyde de Neuville, « Sémonville était à la tête du mouvement qui se préparait. Il en avait conçu le plan, distribué les rôles. Il devait, sinon profiter seul du succès, au moins en recueillir le plus grand avantage. » Il marie le 19 juillet 1799 sa fille Félicité au général Joubert, général en chef de l'armée d'Italie et pressenti pour être le « sabre » du coup d'État. Mais la mort de Joubert à Novi, le 15 août, contraint les conjurés à suspendre leurs projets. Lorsque Bonaparte revient d'Égypte, en octobre 1799, les préparatifs reprennent et Sémonville, s'il joue un rôle moins important que dans le premier dispositif, est la « cheville ouvrière entre Talleyrand, l'instigateur principal des événements, et Bonaparte, le bras agissant », selon le ministre des Relations extérieures Charles-Frédéric Reinhard.
Après le coup d'État du 18 brumaire, il est nommé par Napoléon Bonaparte conseiller d'État, puis ministre plénipotentiaire et ambassadeur extraordinaire à La Haye, afin de le représenter auprès de la République batave. Contrairement à ses prédécesseurs, Charles Delacroix, François Louis Deforgues ou Florent-Guiot, Sémonville possède un réel talent de diplomate, un goût certain pour les intrigues et « maîtrise l'art du mensonge habilement dissimulé ». Il s'attache à contraindre la République batave à respecter le traité de La Haye, qui lie les deux pays dans une alliance offensive et défensive, plaçant la petite république sous la domination de la France,. Rapidement confronté aux dysfonctionnements du Directoire batave, Sémonville entreprend dès l'automne 1800 de provoquer une réforme constitutionnelle, afin de concilier les intérêts du gouvernement batave avec ceux du gouvernement français. Pendant près d'un an, avec l'attention de Bonaparte, il sonde les élites révolutionnaires bataves, se rapprochant des unitaristes comme Alexander Gogel ou Samuel Wiselius ou encore des modérés comme Rutger Jan Schimmelpenninck. Au cours de l'année 1801, Sémonville est parvenu à imposer son influence sur le pays entier, au point que les voyageurs français l'appellent « le Tout-Puissant Sémonville ». Il travaille à la réconciliation des révolutionnaires bataves, divisés entre fédéralistes et unitaristes, à l'image de la pratique de Bonaparte en France. Le 14 septembre 1801, un projet – modifié par Sémonville et Bonaparte – est adopté par le Directoire puis adopté par référendum le 16 octobre.
Au cours de son ambassade, Sémonville a témoigné, comme son mentor Talleyrand, de sa vénalité. Après la mise en place de la Régence d'État, le 18 octobre 1801, le nouveau gouvernement lui verse 3 000 florins par mois pour qu'il envoie à Paris des dépêches favorables. En 1804, à l'occasion du versement par la République batave d'importantes indemnités à Guillaume V d'Orange, le stathouder déchu, Sémonville et Talleyrand reçoivent plusieurs milliers de florins,.
Sémonville, « l'un des hommes les plus spirituels de [son] époque » selon Marmont, considère dès 1803 le rattachement de la République batave à la France comme inévitable, les intérêts respectifs des deux pays étant trop opposés pour rester alliés. Sémonville est rappelé à Paris le 12 pluviôse an XIII, lorsque Napoléon Ier le fait sénateur de l'Empire.

## Parlementaire

### Sous l'Empire
En tant que sénateur, Sémonville s'occupe naturellement des questions de diplomatie abordées au Sénat conservateur. Il est notamment rapporteur des sénatus-consultes ratifiant les traités de Tilsit en 1807, les annexions de la Toscane et de Parme à la France en 1808, puis de la Hollande et des villes hanséatiques en 1810. Il devient comte de l'Empire comme tous les autres sénateurs le 8 mai 1808. L'année suivante, il reçoit la sénatorerie de Bourges et est désigné secrétaire du Sénat. Il réside à l'hôtel de Broglie, à quelques mètres des résidences de son ami Maret, l'hôtel de Galliffet, et de son mentor Talleyrand, l'hôtel de Matignon.
Après le divorce de Napoléon et Joséphine, Sémonville joue un rôle déterminant en faveur du choix de Napoléon sur Marie-Louise d'Autriche pour devenir la nouvelle impératrice. Il parvient à convaincre le prince de Schwarzenberg, ambassadeur d'Autriche à Paris, de proposer l'archiduchesse comme alternative à Anna Pavlovna de Russie. En reconnaissance, l'empereur François Ier le décore du grand-cordon de l'ordre impérial de Léopold.
Le 3 juin 1810, le ministre de la Police, Joseph Fouché, est écarté par Napoléon ; Sémonville est convaincu par Maret, secrétaire d'État, que Napoléon va le nommer pour le remplacer. L'empereur lui préfère cependant au dernier moment René Savary, duc de Rovigo, avec qui Sémonville attendait la confirmation de la nouvelle dans les jardins de Saint-Cloud. Quelques mois plus tard, Maret prépare un décret nommant le comte Sémonville secrétaire d'État du grand-duché de Berg et en informe l'intéressé. Mais Napoléon, qui a de moins en moins confiance en Sémonville depuis la disgrâce de Talleyrand, raye son nom et le remplace par celui de Pierre-Louis Roederer.
Sentant que la Campagne de Russie est porteuse de nombreux désastres, Sémonville prend peu à peu ses distances avec le pouvoir impérial. Le 26 décembre 1813, Napoléon le nomme « commissaire extraordinaire » dans la 21e division militaire à Bourges pour mobiliser toutes les énergies disponibles, ce qui implique d'accélérer la conscription et museler les oppositions. Rapidement, Sémonville se rend compte que la région est incapable de se défendre, dépourvue de troupes et d'armes. Le 21 février 1814, il est également nommé commissaire pour la 21e division militaire par le comte d'Artois, frère de Louis XVIII. Dès lors, il favorise secrètement le ralliement de la région à la cause royaliste tout en feignant de s'acquitter de sa tâche confiée par Napoléon. Il rentre à Paris le 16 avril, après l'abdication de Napoléon à Fontainebleau. Il adhère à la déchéance de l'empereur et au projet de constitution sénatoriale. Sémonville se signale en s'opposant à la lecture d'une lettre du tsar Alexandre Ier demandant la réhabilitation du général Moreau, mort dans les armées russes après la bataille de Dresde, en 1813.

### La Restauration

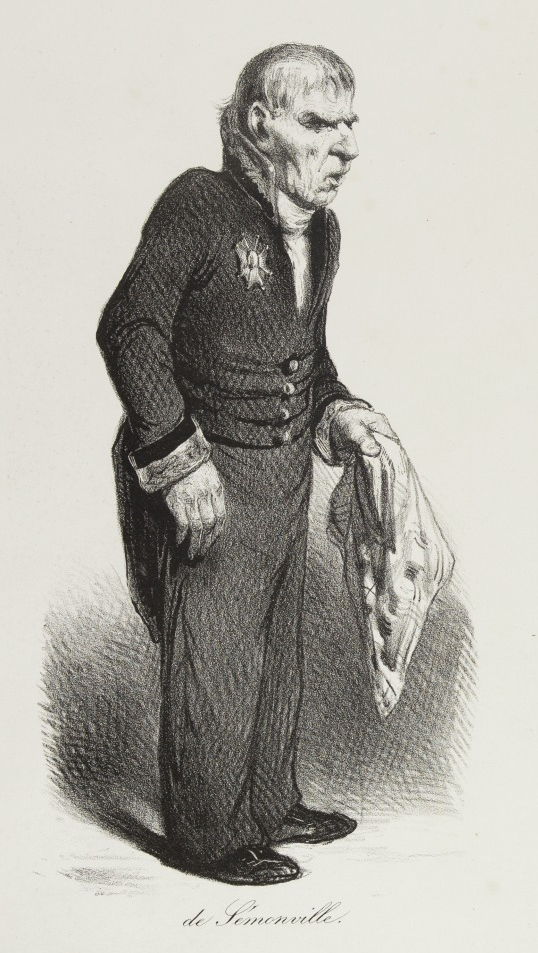
Sémonville, caricaturé par Honoré Daumier en 1835.

Sémonville fait partie de la commission de neuf députés et neuf sénateurs chargée de la rédaction de la Charte de 1814. Il fait notamment adopter l'article 19, qui permet aux chambres de solliciter du roi la proposition d'une loi. Le 4 juin 1814, Louis XVIII le fait pair de France et « grand référendaire de la Chambre des Pairs », fonction nouvelle créée pour lui. Son rôle est celui d'un intermédiaire entre le roi et la Chambre des Pairs, dont il assure la protection et celle de ses archives. Il enregistre ses actes en apposant son sceau.
Cependant, dès le mois d'août 1814, il exprime à Hugues-Bernard Maret ses doutes sur la pérennité de la Restauration. Durant les Cent-Jours, il se tient à l'écart, dans son château de Pirou, près de Coutances, et est rayé de la liste des pairs par Napoléon. Étant calculateur, Sémonville envoie ses deux fils adoptifs servir deux maîtres différents : le général Charles-Tristan de Montholon se joint à Napoléon, dont il devient un chambellan, mais Louis-Désiré de Montholon-Sémonville s'enfuit avec Louis XVIII à Gand.
Après la bataille de Waterloo, Montholon, qui bénéficie du soutien de Maret, accompagne Napoléon à Sainte-Hélène. Pour l'historien canadien Ben Weider et les tenants de la théorie de l'empoisonnement de Napoléon, Montholon aurait été une « taupe royaliste », agissant aux ordres de son beau-père et du gouvernement anglais, et aurait fini par empoisonner l'empereur à l'arsenic,. Rentré d'exil, Louis XVIII confirme Sémonville dans son fauteuil de pair et de grand référendaire.
Il représente sa Chambre à toutes les cérémonies protocolaires. Sémonville se montre peu à la tribune de la Chambre haute, préférant agir en coulisses, conformément à son tempérament et à sa charge : de 1815 à 1830, il ne prend la parole qu'à treize reprises. Pourtant, son influence sur la chambre est très imposante, éclipsant totalement celle de son président, Charles Henri Dambray. Il est fait marquis le 2 septembre 1817 puis grand-croix de la Légion d'honneur le 19 août 1823. Sémonville est maire de Bouray-sur-Juine de 1817 à 1832.
Le 12 octobre 1820, Charles-Louis Huguet de Sémonville rachète pour 120 000 livres l'ouvrage de Louis Foy Duprat-Taxis intitulé La nouvelle pairie française d’après la Charte organisée par l’ordonnance du 25 août 1817. Ouvrage critique, historique et généalogique, dont l’exactitude et la vérité sont attestées par les actes mêmes des familles appelé communément le manuscrit Duprat Taxis qui est un document de 353 pages, contenant l'histoire héraldique et généalogique des pairs de France et qui provoquerait des scandales s'il était publié car révélant les origines douteuses de ses familles. Le manuscrit ne fut jamais publié et caché dans les réserves de la Bibliothèque du Sénat,.
Au retour de son fils après la mort de Napoléon en 1821, Sémonville fait jouer ses relations afin d'accélérer l'exécution du testament de Napoléon dont Montholon est le principal bénéficiaire. Ce legs et la vente du château de Frémigny –  qui affecte grandement Sémonville – n'empêchent pas la faillite du général en 1829.

### Révolution de Juillet et retraite
Inquiet en raison de la politique de Polignac et de son échec aux élections législatives du 19 juillet 1830, Sémonville sent la révolution arriver. Le 21 juillet 1830, à l'occasion d'un dîner chez Louis-Philippe d'Orléans, Sémonville tend au duc d'Orléans enrhumé son chapeau, « en attendant la couronne ». Devant le refus de Louis-Philippe, qui affirme vouloir ne la porter que de droit, le grand référendaire lui répond que la couronne « sera par terre, la France la ramassera et [le] forcera à la porter ». Il le conseille ensuite sur la suite possible des événements. Dans la nuit du 28 au 29 juillet, alors que la révolution enflamme Paris, le marquis de Sémonville et le comte d'Argout se rendent aux Tuileries pour demander à Polignac le retrait des ordonnances de Saint-Cloud. Une altercation violente éclate entre Sémonville et Polignac. Le grand référendaire se rend à Saint-Cloud pour tenter d'infléchir la position de Charles X. Au cours de leur entrevue, le roi accepte de retirer les ordonnances et de remplacer Polignac par le duc de Mortemart. Sémonville, d'Argout et Vitrolles sont chargés d'aller annoncer les décisions de Charles X à Paris. Après avoir été chahutés lors du passage des barricades, les émissaires rencontrent la commission municipale et La Fayette en fin de journée. Comprenant qu'il est trop tard pour sauver Charles X, Sémonville rentre au palais du Luxembourg. Il annonce le 2 août l'abdication du roi à la Chambre des Pairs. Louis-Philippe Ier le confirme dans ses fonctions. En raison de son rôle dans la révolution de Juillet, Sémonville est le témoin vedette du procès des ministres de Charles X. Il réussit à émouvoir fortement l'auditoire pourtant hostile en relatant sa conversation avec Charles X.
Le 25 juillet 1831, Sémonville fait tapisser la salle de la Chambre des Pairs par les drapeaux autrichiens capturés à Ulm en 1805, qu'il avait cachés dans un grenier du palais du Luxembourg en 1814. Pensant flatter les instincts patriotiques des Français, le grand référendaire est sévèrement critiqué par l'opposition.
Sémonville démissionne de son poste de grand référendaire le 21 novembre 1834 et est remplacé par le duc Decazes. Il est alors fait grand référendaire honoraire. Cette démission pourrait avoir été causée par des rumeurs de l'existence d'une correspondance secrète de Sémonville avec Charles X, exilé à Prague.
Sémonville se retire à Versailles, ne paraissant plus qu'exceptionnellement à la Chambre des Pairs. Le 13 novembre 1834, son château de Grandpré est détruit par un incendie. Quelques mois auparavant, une compagnie d'assurances lui avait proposé d'assurer l'édifice ; Sémonville avait répondu : « Bah ! il faudrait pour endommager le château amasser six cents fagots de sarments dans la salle des gardes et y mettre le feu. » Un simple feu de cheminée dans cette même salle de garde en a eu raison. Il meurt le 11 avril 1839 à Paris en tombant dans les escaliers de son hôtel de la rue de Lille.
Charles-Maurice de Talleyrand-Périgord l'avait surnommé le « vieux chat » en raison de sa vive intelligence et de ses talents pour la ruse. Un mot de lui, cité par Alexandre Dumas dans ses mémoires, dit bien ses sentiments. Voyant M. de Sémonville maigrir, Talleyrand aurait lâché : « Quel intérêt peut-il avoir à cela ?» Pour l'historien Jean Tulard, Charles-Louis Huguet de Sémonville est l'homme qui a prêté le plus de serments au cours de la période 1789-1848.
Les papiers personnels des familles de Montholon et Sémonville sont conservés aux Archives nationales sous la cote 115 AP

### Publications
- De la nécessité d'assembler les États généraux dans les circonstances actuelles, et de l'inadmission du timbre, Paris, 1787 ;
- Réflexions sur les pouvoirs et instructions à donner par les provinces à leurs députés aux États-généraux, Paris, 1789 ;

## Titres
- Comte de Sémonville et de l'Empire (lettres patentes du 8 mai 1808, Bayonne) ;
  - Institution de majorat attaché au titre de comte de l'Empire au profit de Louis Désiré de Montholon-Sémonville, fils adoptif de Huguet de Sémonville, accordée par lettres patentes du 13 avril 1811, à Paris[75].
- Pair de France[76] :
  - Pair « à vie » par l'ordonnance du 4 juin 1814,
  - Titre de marquis-pair héréditaire le 31 août 1817, (lettres patentes du 20 décembre 1817) ;
  - Transmission à Louis Désiré de Montholon-Sémonville (lettres patentes du 14 août 1829).

## Distinctions
Légion d'honneur,, :
- Légionnaire (9 vendémiaire an XII : 2 octobre 1803), puis,
- Commandant (25 prairial an XII : 14 juin 1804), puis,
- Grand officier (6 janvier 1815), puis,
- Grand-croix de la Légion d'honneur (19 août 1823) ;

Empire d'Autriche :
- Grand-croix de l'ordre impérial de Léopold.

## Armoiries
| Figure | Blasonnement |
| ------ | --- |
|        | Armes du comte Huguet de Sémonville et de l'Empire [Écartelé] Au premier de comte-sénateur, au deuxième et troisième d'azur chargé d'un mouton d'or, surmonté de trois quintefeuilles d'argent ; au quatrième écartelé or et azur, savoir : les premier et quatrième d'or au chène de sinople, les deuxième et troisième d'azur à la merlette d'argent. - Livrées : les couleurs jaune, blanc, rouge et verd. OuD'azur écartelé au premier du Sénat, au deuxième et troisième chargés d'un mouton d'or surmonté de trois quintefeuilles d'argent, au quatrième écartelé or et azur le premier et quatrième d'or chargés d'un arbre de sinople, le deuxième et troisième d'azur chargé d'une merlette d'argent. Livrées : couleurs, bleu, blanc, jaune et rouge. |
|        | Armes du marquis de Sémonville, pair de France Écartelé : aux premier et quatrième, d'azur, à un cygne d'argent ; aux deuxième et troisième, d'or, à un chêne arraché de sinople, englanté d'argent,. Tenantsdeux Américains, ceints et couronnés de plumages, appuyés sur leurs massues,. Devise« Candor Et Robur, ». On trouve aussiÉcartelé, aux premier et quatrième d'or au chêne arraché de sinople englanté d'or, aux deuxième et troisième d'azur à une merlette d'argent,. |